# Lista över fornlämningar i Grums kommun
Lista över fornlämningar i Grums kommun är en förteckning av ett urval av de fornlämningar som finns i Grums kommun.

## Borgvik
| Namn         | Lämningstyp    | Tillkomsttid | Historisk indelning | Plats | Läge                 | ID-nr          | Bild                                 |
| ------------ | -------------- | ------------ | ------------------- | ----- | -------------------- | -------------- | ------------------------------------ |
| Borgvik 7:1  | Stensättning   |              | Borgvik, Värmland   |       | 59.341949, 12.989980 | 10212100070001 | Ladda upp en bild av detta fornminne |
| Borgvik 7:2  | Röse           |              | Borgvik, Värmland   |       | 59.342012, 12.990446 | 10212100070002 | Ladda upp en bild av detta fornminne |
| Borgvik 7:3  | Röse           |              | Borgvik, Värmland   |       | 59.342145, 12.990424 | 10212100070003 | Ladda upp en bild av detta fornminne |
| Borgvik 8:1  | Röse           |              | Borgvik, Värmland   |       | 59.342946, 12.988503 | 10212100080001 | Ladda upp en bild av detta fornminne |
| Borgvik 8:2  | Röse           |              | Borgvik, Värmland   |       | 59.342758, 12.988678 | 10212100080002 | Ladda upp en bild av detta fornminne |
| Borgvik 8:3  | Stensättning   |              | Borgvik, Värmland   |       | 59.342823, 12.988630 | 10212100080003 | Ladda upp en bild av detta fornminne |
| Borgvik 8:4  | Stensättning   |              | Borgvik, Värmland   |       | 59.342584, 12.988774 | 10212100080004 | Ladda upp en bild av detta fornminne |
| Borgvik 9:1  | Röse           |              | Borgvik, Värmland   |       | 59.344118, 12.987565 | 10212100090001 | Ladda upp en bild av detta fornminne |
| Borgvik 10:1 | Röse           |              | Borgvik, Värmland   |       | 59.344449, 12.987476 | 10212100100001 | Ladda upp en bild av detta fornminne |
| Borgvik 11:1 | Röse           |              | Borgvik, Värmland   |       | 59.344673, 12.987474 | 10212100110001 | Ladda upp en bild av detta fornminne |
| Borgvik 11:2 | Röse           |              | Borgvik, Värmland   |       | 59.344703, 12.987693 | 10212100110002 | Ladda upp en bild av detta fornminne |
| Borgvik 11:3 | Röse           |              | Borgvik, Värmland   |       | 59.344772, 12.987694 | 10212100110003 | Ladda upp en bild av detta fornminne |
| Borgvik 13:1 | Stensättning   |              | Borgvik, Värmland   |       | 59.349021, 12.988135 | 10212100130001 | Ladda upp en bild av detta fornminne |
| Borgvik 15:1 | Hög            |              | Borgvik, Värmland   |       | 59.350375, 12.986362 | 10212100150001 | Ladda upp en bild av detta fornminne |
| Borgvik 18:1 | Röse           |              | Borgvik, Värmland   |       | 59.409168, 12.922266 | 10212100180001 | Ladda upp en bild av detta fornminne |
| Borgvik 18:2 | Stensättning   |              | Borgvik, Värmland   |       | 59.409151, 12.922500 | 10212100180002 | Ladda upp en bild av detta fornminne |
| Borgvik 31:1 | Stensättning   |              | Borgvik, Värmland   |       | 59.378273, 13.004538 | 10212100310001 | Ladda upp en bild av detta fornminne |
| Borgvik 31:2 | Stenkammargrav |              | Borgvik, Värmland   |       | 59.378047, 13.004728 | 10212100310002 | Ladda upp en bild av detta fornminne |
| Borgvik 33:1 | Stenkammargrav |              | Borgvik, Värmland   |       | 59.298372, 12.918365 | 10212100330001 | Ladda upp en bild av detta fornminne |

## Ed
| Namn                          | Lämningstyp         | Tillkomsttid | Historisk indelning | Plats | Läge                 | ID-nr          | Bild                                 |
| ----------------------------- | ------------------- | ------------ | ------------------- | ----- | -------------------- | -------------- | ------------------------------------ |
| Ed 1:1                        | Röse                |              | Ed, Värmland        |       | 59.289896, 13.147070 | 10212900010001 | Ladda upp en bild av detta fornminne |
| Ed 1:2                        | Stensättning        |              | Ed, Värmland        |       | 59.290014, 13.147131 | 10212900010002 | Ladda upp en bild av detta fornminne |
| Ed 1:3                        | Stensättning        |              | Ed, Värmland        |       | 59.289760, 13.147028 | 10212900010003 | Ladda upp en bild av detta fornminne |
| Ed 2:1                        | Röse                |              | Ed, Värmland        |       | 59.265807, 13.109916 | 10212900020001 | Ladda upp en bild av detta fornminne |
| Ed 3:1                        | Stensättning        |              | Ed, Värmland        |       | 59.265931, 13.108958 | 10212900030001 | Ladda upp en bild av detta fornminne |
| Ed 4:1                        | Stensättning        |              | Ed, Värmland        |       | 59.271394, 13.104315 | 10212900040001 | Ladda upp en bild av detta fornminne |
| Ed 5:1                        | Stensättning        |              | Ed, Värmland        |       | 59.272669, 13.155836 | 10212900050001 | Ladda upp en bild av detta fornminne |
| Ed 10:1                       | Stensättning        |              | Ed, Värmland        |       | 59.265889, 13.140943 | 10212900100001 | Ladda upp en bild av detta fornminne |
| Ed 15:1                       | Stensättning        |              | Ed, Värmland        |       | 59.294410, 13.125034 | 10212900150001 | Ladda upp en bild av detta fornminne |
| Ed 15:2                       | Stensättning        |              | Ed, Värmland        |       | 59.294552, 13.124935 | 10212900150002 | Ladda upp en bild av detta fornminne |
| Edsbonden (Ed 16:1)           | Fornborg            |              | Ed, Värmland        |       | 59.315297, 13.126108 | 10212900160001 | Ladda upp en bild av detta fornminne |
| Drottning Åsas grav (Ed 19:1) | Röse                |              | Ed, Värmland        |       | 59.321839, 13.141201 | 10212900190001 | Ladda upp en bild av detta fornminne |
| Drottning Åsas grav (Ed 19:2) | Stensättning        |              | Ed, Värmland        |       | 59.321707, 13.140895 | 10212900190002 | Ladda upp en bild av detta fornminne |
| Ed 20:1                       | Stensättning        |              | Ed, Värmland        |       | 59.321030, 13.141176 | 10212900200001 | Ladda upp en bild av detta fornminne |
| Ed 21:1                       | Hög                 |              | Ed, Värmland        |       | 59.300066, 13.124483 | 10212900210001 | Ladda upp en bild av detta fornminne |
| Ed 21:2                       | Hög                 |              | Ed, Värmland        |       | 59.300001, 13.124822 | 10212900210002 | Ladda upp en bild av detta fornminne |
| Ed 21:3                       | Stensättning        |              | Ed, Värmland        |       | 59.300552, 13.124972 | 10212900210003 | Ladda upp en bild av detta fornminne |
| Ed 22:1                       | Stensättning        |              | Ed, Värmland        |       | 59.299951, 13.121964 | 10212900220001 | Ladda upp en bild av detta fornminne |
| Ed 23:1                       | Röse                |              | Ed, Värmland        |       | 59.305283, 13.145008 | 10212900230001 | Ladda upp en bild av detta fornminne |
| Ed 24:1                       | Stensättning        |              | Ed, Värmland        |       | 59.310988, 13.142454 | 10212900240001 | Ladda upp en bild av detta fornminne |
| Ed 24:2                       | Stensättning        |              | Ed, Värmland        |       | 59.311488, 13.142766 | 10212900240002 | Ladda upp en bild av detta fornminne |
| Ed 24:3                       | Stensättning        |              | Ed, Värmland        |       | 59.310869, 13.142341 | 10212900240003 | Ladda upp en bild av detta fornminne |
| Ed 24:4                       | Stensättning        |              | Ed, Värmland        |       | 59.310522, 13.142069 | 10212900240004 | Ladda upp en bild av detta fornminne |
| Ed 24:5                       | Stensättning        |              | Ed, Värmland        |       | 59.310348, 13.141925 | 10212900240005 | Ladda upp en bild av detta fornminne |
| Ed 28:1                       | Stensättning        |              | Ed, Värmland        |       | 59.297514, 13.117871 | 10212900280001 | Ladda upp en bild av detta fornminne |
| Ed 29:1                       | Röse                |              | Ed, Värmland        |       | 59.329685, 13.101848 | 10212900290001 | Ladda upp en bild av detta fornminne |
| Ed 30:1                       | Röse                |              | Ed, Värmland        |       | 59.322018, 13.075966 | 10212900300001 | Ladda upp en bild av detta fornminne |
| Ed 31:1                       | Röse                |              | Ed, Värmland        |       | 59.331081, 13.080310 | 10212900310001 | Ladda upp en bild av detta fornminne |
| Ed 31:2                       | Röse                |              | Ed, Värmland        |       | 59.330909, 13.080240 | 10212900310002 | Ladda upp en bild av detta fornminne |
| Ed 32:1                       | Röse                |              | Ed, Värmland        |       | 59.329467, 13.080657 | 10212900320001 | Ladda upp en bild av detta fornminne |
| Ed 33:1                       | Kyrka/kapell        |              | Ed, Värmland        |       | 59.284668, 13.074579 | 10212900330001 | Ladda upp en bild av detta fornminne |
| Ed 35:1                       | Stensättning        |              | Ed, Värmland        |       | 59.268024, 13.074776 | 10212900350001 | Ladda upp en bild av detta fornminne |
| Ed 38:1                       | Röse                |              | Ed, Värmland        |       | 59.244624, 13.028984 | 10212900380001 | Ladda upp en bild av detta fornminne |
| Ed 39:1                       | Stensättning        |              | Ed, Värmland        |       | 59.264246, 13.100952 | 10212900390001 | Ladda upp en bild av detta fornminne |
| Ed 40:1                       | Stensättning        |              | Ed, Värmland        |       | 59.265475, 13.105170 | 10212900400001 | Ladda upp en bild av detta fornminne |
| Ed 46:1                       | Stenkammargrav      |              | Ed, Värmland        |       | 59.282538, 12.996273 | 10212900460001 | Ladda upp en bild av detta fornminne |
| Ed 48:1                       | Stenkammargrav      |              | Ed, Värmland        |       | 59.295475, 12.954945 | 10212900480001 | Ladda upp en bild av detta fornminne |
| Ed 49:1                       | Stensättning        |              | Ed, Värmland        |       | 59.264413, 13.041253 | 10212900490001 | Ladda upp en bild av detta fornminne |
| Ed 50:1                       | Röse                |              | Ed, Värmland        |       | 59.323287, 13.062799 | 10212900500001 | Ladda upp en bild av detta fornminne |
| Ed 50:2                       | Röse                |              | Ed, Värmland        |       | 59.323371, 13.062799 | 10212900500002 | Ladda upp en bild av detta fornminne |
| Ed 50:3                       | Stensättning        |              | Ed, Värmland        |       | 59.323595, 13.062914 | 10212900500003 | Ladda upp en bild av detta fornminne |
| Ed 52:1                       | Röse                |              | Ed, Värmland        |       | 59.308458, 13.076335 | 10212900520001 | Ladda upp en bild av detta fornminne |
| Ed 54:1                       | Fornborg            |              | Ed, Värmland        |       | 59.256362, 13.029629 | 10212900540001 | Ladda upp en bild av detta fornminne |
| Ed 56:1                       | Stenkammargrav      |              | Ed, Värmland        |       | 59.291796, 12.955445 | 10212900560001 | Ladda upp en bild av detta fornminne |
| Ed 57:1                       | Stenkammargrav      |              | Ed, Värmland        |       | 59.261366, 12.936444 | 10212900570001 | Ladda upp en bild av detta fornminne |
| Ed 58:1                       | Stensättning        |              | Ed, Värmland        |       | 59.272201, 13.048214 | 10212900580001 | Ladda upp en bild av detta fornminne |
| Ed 58:2                       | Hög                 |              | Ed, Värmland        |       | 59.272194, 13.047781 | 10212900580002 | Ladda upp en bild av detta fornminne |
| Ed 58:3                       | Hög                 |              | Ed, Värmland        |       | 59.272488, 13.047957 | 10212900580003 | Ladda upp en bild av detta fornminne |
| Ed 58:4                       | Hög                 |              | Ed, Värmland        |       | 59.272844, 13.047738 | 10212900580004 | Ladda upp en bild av detta fornminne |
| Ed 60:1                       | Fornborg            |              | Ed, Värmland        |       | 59.297823, 13.018027 | 10212900600001 | Ladda upp en bild av detta fornminne |
| Ed 61:1                       | Stenkammargrav      |              | Ed, Värmland        |       | 59.300553, 12.971968 | 10212900610001 | Ladda upp en bild av detta fornminne |
| Ed 62:1                       | Stenkammargrav      |              | Ed, Värmland        |       | 59.257258, 12.959105 | 10212900620001 | Ladda upp en bild av detta fornminne |
| Ed 63:1                       | Stensättning        |              | Ed, Värmland        |       | 59.253725, 13.112010 | 10212900630001 | Ladda upp en bild av detta fornminne |
| Ed 63:2                       | Stensättning        |              | Ed, Värmland        |       | 59.253476, 13.111258 | 10212900630002 | Ladda upp en bild av detta fornminne |
| Ed 65:1                       | Stensättning        |              | Ed, Värmland        |       | 59.263490, 13.108643 | 10212900650001 | Ladda upp en bild av detta fornminne |
| Ed 65:2                       | Stensättning        |              | Ed, Värmland        |       | 59.263270, 13.108432 | 10212900650002 | Ladda upp en bild av detta fornminne |
| Ed 66:1                       | Stensättning        |              | Ed, Värmland        |       | 59.310644, 13.134875 | 10212900660001 | Ladda upp en bild av detta fornminne |
| Ed 81:1                       | Stensättning        |              | Ed, Värmland        |       | 59.308468, 13.095190 | 10212900810001 | Ladda upp en bild av detta fornminne |
| Ed 84:1                       | Stensättning        |              | Ed, Värmland        |       | 59.314921, 13.113615 | 10212900840001 | Ladda upp en bild av detta fornminne |
| Ed 90:1                       | Hällristning        |              | Ed, Värmland        |       | 59.326881, 13.100436 | 10212900900001 | Ladda upp en bild av detta fornminne |
| Ed 97:1                       | Hög                 |              | Ed, Värmland        |       | 59.314409, 13.052235 | 10212900970001 | Ladda upp en bild av detta fornminne |
| Ed 97:2                       | Hög                 |              | Ed, Värmland        |       | 59.314538, 13.052358 | 10212900970002 | Ladda upp en bild av detta fornminne |
| Ed 106:1                      | Stenkammargrav      |              | Ed, Värmland        |       | 59.293181, 12.956270 | 10212901060001 | Ladda upp en bild av detta fornminne |
| Ed 114                        | Stensättning        |              | Ed, Värmland        |       | 59.260918, 13.049347 | 12000000011023 | Ladda upp en bild av detta fornminne |
| Botorps gamla tomt (Ed 120)   | Lägenhetsbebyggelse |              | Ed, Värmland        |       | 59.283912, 13.031275 | 12000000065568 | Ladda upp en bild av detta fornminne |

## Grums
| Namn                       | Lämningstyp  | Tillkomsttid | Historisk indelning | Plats | Läge                 | ID-nr          | Bild                                 |
| -------------------------- | ------------ | ------------ | ------------------- | ----- | -------------------- | -------------- | ------------------------------------ |
| Grums 1:1                  | Röse         |              | Grums, Värmland     |       | 59.350324, 13.133410 | 10214100010001 | Ladda upp en bild av detta fornminne |
| Grums 3:1                  | Stensättning |              | Grums, Värmland     |       | 59.374494, 13.144232 | 10214100030001 | Ladda upp en bild av detta fornminne |
| Grums 3:2                  | Stensättning |              | Grums, Värmland     |       | 59.374359, 13.144225 | 10214100030002 | Ladda upp en bild av detta fornminne |
| Grums 3:3                  | Stensättning |              | Grums, Värmland     |       | 59.374216, 13.144218 | 10214100030003 | Ladda upp en bild av detta fornminne |
| Grums 4:1                  | Hög          |              | Grums, Värmland     |       | 59.370842, 13.129050 | 10214100040001 | Ladda upp en bild av detta fornminne |
| Grums 5:1                  | Stensättning |              | Grums, Värmland     |       | 59.361960, 13.059537 | 10214100050001 | Ladda upp en bild av detta fornminne |
| Grums 6:1                  | Stensättning |              | Grums, Värmland     |       | 59.358523, 13.069911 | 10214100060001 | Ladda upp en bild av detta fornminne |
| Grums 6:2                  | Stensättning |              | Grums, Värmland     |       | 59.358420, 13.069794 | 10214100060002 | Ladda upp en bild av detta fornminne |
| Grums 6:3                  | Stensättning |              | Grums, Värmland     |       | 59.358302, 13.069668 | 10214100060003 | Ladda upp en bild av detta fornminne |
| Grums 7:1                  | Gravfält     |              | Grums, Värmland     |       | 59.368904, 13.110662 | 10214100070001 | Ladda upp en bild av detta fornminne |
| Grums 8:1                  | Stensättning |              | Grums, Värmland     |       | 59.356091, 13.069444 | 10214100080001 | Ladda upp en bild av detta fornminne |
| Grums 9:1                  | Stensättning |              | Grums, Värmland     |       | 59.355417, 13.068952 | 10214100090001 | Ladda upp en bild av detta fornminne |
| Grums 10:1                 | Röse         |              | Grums, Värmland     |       | 59.355021, 13.068890 | 10214100100001 | Ladda upp en bild av detta fornminne |
| Grums 11:1                 | Gravfält     |              | Grums, Värmland     |       | 59.353749, 13.068599 | 10214100110001 | Ladda upp en bild av detta fornminne |
| Grums 12:1                 | Röse         |              | Grums, Värmland     |       | 59.352398, 13.068349 | 10214100120001 | Ladda upp en bild av detta fornminne |
| Grums 12:2                 | Röse         |              | Grums, Värmland     |       | 59.352395, 13.068135 | 10214100120002 | Ladda upp en bild av detta fornminne |
| Grums 13:1                 | Röse         |              | Grums, Värmland     |       | 59.351380, 13.068087 | 10214100130001 | Ladda upp en bild av detta fornminne |
| Grums 14:1                 | Röse         |              | Grums, Värmland     |       | 59.349881, 13.068285 | 10214100140001 | Ladda upp en bild av detta fornminne |
| Grums 15:1                 | Röse         |              | Grums, Värmland     |       | 59.348325, 13.068628 | 10214100150001 | Ladda upp en bild av detta fornminne |
| Grums 15:2                 | Stensättning |              | Grums, Värmland     |       | 59.348193, 13.068519 | 10214100150002 | Ladda upp en bild av detta fornminne |
| Grums 15:3                 | Stensättning |              | Grums, Värmland     |       | 59.348110, 13.068593 | 10214100150003 | Ladda upp en bild av detta fornminne |
| Grums 16:1                 | Röse         |              | Grums, Värmland     |       | 59.346768, 13.069685 | 10214100160001 | Ladda upp en bild av detta fornminne |
| Grums 17:1                 | Hög          |              | Grums, Värmland     |       | 59.371079, 13.110808 | 10214100170001 | Ladda upp en bild av detta fornminne |
| Grums 17:2                 | Hög          |              | Grums, Värmland     |       | 59.371107, 13.111396 | 10214100170002 | Ladda upp en bild av detta fornminne |
| Grums 17:3                 | Stensättning |              | Grums, Värmland     |       | 59.371359, 13.111411 | 10214100170003 | Ladda upp en bild av detta fornminne |
| Grums 18:1                 | Gravfält     |              | Grums, Värmland     |       | 59.369992, 13.109668 | 10214100180001 | Ladda upp en bild av detta fornminne |
| Grums 19:1                 | Stensättning |              | Grums, Värmland     |       | 59.370839, 13.109693 | 10214100190001 | Ladda upp en bild av detta fornminne |
| Grums 21:1                 | Röse         |              | Grums, Värmland     |       | 59.339137, 13.153118 | 10214100210001 | Ladda upp en bild av detta fornminne |
| Grums 21:2                 | Stensättning |              | Grums, Värmland     |       | 59.339031, 13.153179 | 10214100210002 | Ladda upp en bild av detta fornminne |
| Grums 21:3                 | Röse         |              | Grums, Värmland     |       | 59.339117, 13.153436 | 10214100210003 | Ladda upp en bild av detta fornminne |
| Grums 21:4                 | Stensättning |              | Grums, Värmland     |       | 59.339228, 13.153621 | 10214100210004 | Ladda upp en bild av detta fornminne |
| Grums 22:1                 | Röse         |              | Grums, Värmland     |       | 59.339494, 13.154743 | 10214100220001 | Ladda upp en bild av detta fornminne |
| Grums 22:2                 | Röse         |              | Grums, Värmland     |       | 59.339949, 13.155134 | 10214100220002 | Ladda upp en bild av detta fornminne |
| Grums 23:1                 | Stensättning |              | Grums, Värmland     |       | 59.340204, 13.155655 | 10214100230001 | Ladda upp en bild av detta fornminne |
| Grums 23:2                 | Röse         |              | Grums, Värmland     |       | 59.340270, 13.155808 | 10214100230002 | Ladda upp en bild av detta fornminne |
| Grums 24:1                 | Stensättning |              | Grums, Värmland     |       | 59.340430, 13.156604 | 10214100240001 | Ladda upp en bild av detta fornminne |
| Grums 25:1                 | Röse         |              | Grums, Värmland     |       | 59.340813, 13.157787 | 10214100250001 | Ladda upp en bild av detta fornminne |
| Grums 26:1                 | Röse         |              | Grums, Värmland     |       | 59.341704, 13.158773 | 10214100260001 | Ladda upp en bild av detta fornminne |
| Grums 26:2                 | Stensättning |              | Grums, Värmland     |       | 59.341636, 13.158532 | 10214100260002 | Ladda upp en bild av detta fornminne |
| Grums 27:1                 | Röse         |              | Grums, Värmland     |       | 59.342264, 13.159362 | 10214100270001 | Ladda upp en bild av detta fornminne |
| Grums 27:2                 | Stensättning |              | Grums, Värmland     |       | 59.342286, 13.159572 | 10214100270002 | Ladda upp en bild av detta fornminne |
| Grums 29:1                 | Stensättning |              | Grums, Värmland     |       | 59.385761, 13.051849 | 10214100290001 | Ladda upp en bild av detta fornminne |
| Grums 29:2                 | Stensättning |              | Grums, Värmland     |       | 59.385729, 13.052027 | 10214100290002 | Ladda upp en bild av detta fornminne |
| Grums 31:1                 | Stensättning |              | Grums, Värmland     |       | 59.391171, 13.062948 | 10214100310001 | Ladda upp en bild av detta fornminne |
| Grums 31:2                 | Stensättning |              | Grums, Värmland     |       | 59.391133, 13.063278 | 10214100310002 | Ladda upp en bild av detta fornminne |
| Grums 34:1                 | Hög          |              | Grums, Värmland     |       | 59.363581, 13.115758 | 10214100340001 | Ladda upp en bild av detta fornminne |
| Grums 35:1                 | Stensättning |              | Grums, Värmland     |       | 59.363159, 13.116619 | 10214100350001 | Ladda upp en bild av detta fornminne |
| Grums 36:1/kuvergraven     | Stensättning |              | Grums, Värmland     |       | 59.350443, 13.110590 | 10214100360001 | Ladda upp en bild av detta fornminne |
| Grums 36:2                 | Stensättning |              | Grums, Värmland     |       | 59.350306, 13.110478 | 10214100360002 | Ladda upp en bild av detta fornminne |
| Grums 37:1                 | Röse         |              | Grums, Värmland     |       | 59.342329, 13.047989 | 10214100370001 | Ladda upp en bild av detta fornminne |
| Grums 38:1                 | Stensättning |              | Grums, Värmland     |       | 59.336164, 13.147664 | 10214100380001 | Ladda upp en bild av detta fornminne |
| Grums 38:2                 | Röse         |              | Grums, Värmland     |       | 59.336477, 13.147815 | 10214100380002 | Ladda upp en bild av detta fornminne |
| Grums 39:1                 | Röse         |              | Grums, Värmland     |       | 59.346766, 13.162124 | 10214100390001 | Ladda upp en bild av detta fornminne |
| Grums 39:2                 | Stensättning |              | Grums, Värmland     |       | 59.346422, 13.162028 | 10214100390002 | Ladda upp en bild av detta fornminne |
| Grums 39:3                 | Stensättning |              | Grums, Värmland     |       | 59.346331, 13.161947 | 10214100390003 | Ladda upp en bild av detta fornminne |
| Grums 39:4                 | Stensättning |              | Grums, Värmland     |       | 59.346257, 13.161830 | 10214100390004 | Ladda upp en bild av detta fornminne |
| Grums 40:1                 | Röse         |              | Grums, Värmland     |       | 59.347475, 13.162139 | 10214100400001 | Ladda upp en bild av detta fornminne |
| Grums 40:2                 | Röse         |              | Grums, Värmland     |       | 59.347356, 13.162448 | 10214100400002 | Ladda upp en bild av detta fornminne |
| Grums 40:3                 | Stensättning |              | Grums, Värmland     |       | 59.347087, 13.162451 | 10214100400003 | Ladda upp en bild av detta fornminne |
| Grums 40:4                 | Stensättning |              | Grums, Värmland     |       | 59.347729, 13.162665 | 10214100400004 | Ladda upp en bild av detta fornminne |
| Grums 40:5                 | Stensättning |              | Grums, Värmland     |       | 59.347798, 13.162976 | 10214100400005 | Ladda upp en bild av detta fornminne |
| Edsholms borg (Grums 41:1) | Borg         |              | Grums, Värmland     |       | 59.332837, 13.100351 | 10214100410001 | Ladda upp en bild av detta fornminne |
| Grums 42:1                 | Hög          |              | Grums, Värmland     |       | 59.372593, 13.128595 | 10214100420001 | Ladda upp en bild av detta fornminne |
| Grums 42:2                 | Hög          |              | Grums, Värmland     |       | 59.372689, 13.128851 | 10214100420002 | Ladda upp en bild av detta fornminne |
| Grums 42:3                 | Hög          |              | Grums, Värmland     |       | 59.372537, 13.128899 | 10214100420003 | Ladda upp en bild av detta fornminne |
| Grums 42:4                 | Hög          |              | Grums, Värmland     |       | 59.372407, 13.128715 | 10214100420004 | Ladda upp en bild av detta fornminne |
| Grums 43:1                 | Hög          |              | Grums, Värmland     |       | 59.371574, 13.129238 | 10214100430001 | Ladda upp en bild av detta fornminne |
| Grums 43:2                 | Hög          |              | Grums, Värmland     |       | 59.371726, 13.129226 | 10214100430002 | Ladda upp en bild av detta fornminne |
| Grums 45:1                 | Hög          |              | Grums, Värmland     |       | 59.366023, 13.128356 | 10214100450001 | Ladda upp en bild av detta fornminne |
| Grums 45:2                 | Hög          |              | Grums, Värmland     |       | 59.366283, 13.128336 | 10214100450002 | Ladda upp en bild av detta fornminne |
| Grums 46:1                 | Hög          |              | Grums, Värmland     |       | 59.363893, 13.127821 | 10214100460001 | Ladda upp en bild av detta fornminne |
| Grums 46:2                 | Stensättning |              | Grums, Värmland     |       | 59.363743, 13.127956 | 10214100460002 | Ladda upp en bild av detta fornminne |
| Grums 47:1                 | Röse         |              | Grums, Värmland     |       | 59.363654, 13.128860 | 10214100470001 | Ladda upp en bild av detta fornminne |
| Grums 47:2                 | Stensättning |              | Grums, Värmland     |       | 59.363430, 13.128913 | 10214100470002 | Ladda upp en bild av detta fornminne |
| Grums 48:1                 | Gravfält     |              | Grums, Värmland     |       | 59.363230, 13.125726 | 10214100480001 | Ladda upp en bild av detta fornminne |
| Grums 49:1                 | Stensättning |              | Grums, Värmland     |       | 59.349788, 13.083418 | 10214100490001 | Ladda upp en bild av detta fornminne |
| Grums 49:2                 | Stensättning |              | Grums, Värmland     |       | 59.349722, 13.083705 | 10214100490002 | Ladda upp en bild av detta fornminne |
| Grums 50:1                 | Stensättning |              | Grums, Värmland     |       | 59.358284, 13.126715 | 10214100500001 | Ladda upp en bild av detta fornminne |
| Grums 50:2                 | Stensättning |              | Grums, Värmland     |       | 59.358181, 13.126512 | 10214100500002 | Ladda upp en bild av detta fornminne |
| Grums 51:1                 | Hög          |              | Grums, Värmland     |       | 59.396201, 13.071253 | 10214100510001 | Ladda upp en bild av detta fornminne |
| Grums 60:1                 | Stensättning |              | Grums, Värmland     |       | 59.415797, 13.113500 | 10214100600001 | Ladda upp en bild av detta fornminne |
| Grums 64:1                 | Stensättning |              | Grums, Värmland     |       | 59.442509, 13.076001 | 10214100640001 | Ladda upp en bild av detta fornminne |
| Grums 69:1                 | Stensättning |              | Grums, Värmland     |       | 59.483897, 13.092063 | 10214100690001 | Ladda upp en bild av detta fornminne |
| Grums 71:1                 | Stensättning |              | Grums, Värmland     |       | 59.484631, 13.042959 | 10214100710001 | Ladda upp en bild av detta fornminne |
| Grums 71:2                 | Stensättning |              | Grums, Värmland     |       | 59.484498, 13.042865 | 10214100710002 | Ladda upp en bild av detta fornminne |
| Grums 71:3                 | Stensättning |              | Grums, Värmland     |       | 59.484474, 13.043048 | 10214100710003 | Ladda upp en bild av detta fornminne |
| Grums 72:1                 | Gravfält     |              | Grums, Värmland     |       | 59.497459, 12.978890 | 10214100720001 | Ladda upp en bild av detta fornminne |
| Grums 73:1                 | Stensättning |              | Grums, Värmland     |       | 59.501210, 12.971978 | 10214100730001 | Ladda upp en bild av detta fornminne |
| Grums 73:2                 | Röse         |              | Grums, Värmland     |       | 59.501086, 12.972063 | 10214100730002 | Ladda upp en bild av detta fornminne |
| Grums 74:1                 | Stensättning |              | Grums, Värmland     |       | 59.464262, 13.041825 | 10214100740001 | Ladda upp en bild av detta fornminne |
| Grums 74:2                 | Röse         |              | Grums, Värmland     |       | 59.464144, 13.041886 | 10214100740002 | Ladda upp en bild av detta fornminne |
| Grums 77:1                 | Stensättning |              | Grums, Värmland     |       | 59.488614, 12.976627 | 10214100770001 | Ladda upp en bild av detta fornminne |
| Grums 78:1                 | Röse         |              | Grums, Värmland     |       | 59.487738, 12.978425 | 10214100780001 | Ladda upp en bild av detta fornminne |
| Grums 80:1                 | Stensättning |              | Grums, Värmland     |       | 59.343470, 13.017373 | 10214100800001 | Ladda upp en bild av detta fornminne |
| Grums 82:1                 | Stensättning |              | Grums, Värmland     |       | 59.385691, 13.101770 | 10214100820001 | Ladda upp en bild av detta fornminne |
| Grums 87:1                 | Röse         |              | Grums, Värmland     |       | 59.501906, 13.052461 | 10214100870001 | Ladda upp en bild av detta fornminne |
| Grums 87:2                 | Röse         |              | Grums, Värmland     |       | 59.502006, 13.052645 | 10214100870002 | Ladda upp en bild av detta fornminne |
| Grums 89:1                 | Gravfält     |              | Grums, Värmland     |       | 59.372181, 13.102606 | 10214100890001 | Ladda upp en bild av detta fornminne |
| Grums 89:2                 | Stensättning |              | Grums, Värmland     |       | 59.372667, 13.103598 | 10214100890002 | Ladda upp en bild av detta fornminne |
| Grums 90:1                 | Stensättning |              | Grums, Värmland     |       | 59.332628, 13.031382 | 10214100900001 | Ladda upp en bild av detta fornminne |
| Grums 107:1                | Stensättning |              | Grums, Värmland     |       | 59.346910, 13.081081 | 10214101070001 | Ladda upp en bild av detta fornminne |
| Grums 109:1                | Stensättning |              | Grums, Värmland     |       | 59.380306, 13.102798 | 10214101090001 | Ladda upp en bild av detta fornminne |
| Grums 115:1                | Stensättning |              | Grums, Värmland     |       | 59.384330, 13.102829 | 10214101150001 | Ladda upp en bild av detta fornminne |
| Grums 118:1                | Stensättning |              | Grums, Värmland     |       | 59.362630, 13.131949 | 10214101180001 | Ladda upp en bild av detta fornminne |
| Grums 118:2                | Stensättning |              | Grums, Värmland     |       | 59.362724, 13.131695 | 10214101180002 | Ladda upp en bild av detta fornminne |
| Grums 118:3                | Stensättning |              | Grums, Värmland     |       | 59.362493, 13.131837 | 10214101180003 | Ladda upp en bild av detta fornminne |
| Grums 119:1                | Gravfält     |              | Grums, Värmland     |       | 59.366360, 13.127083 | 10214101190001 | Ladda upp en bild av detta fornminne |
| Grums 121:1                | Hög          |              | Grums, Värmland     |       | 59.365094, 13.126424 | 10214101210001 | Ladda upp en bild av detta fornminne |
| Grums 122:1                | Gravfält     |              | Grums, Värmland     |       | 59.366851, 13.131193 | 10214101220001 | Ladda upp en bild av detta fornminne |
| Grums 123:1                | Stensättning |              | Grums, Värmland     |       | 59.367530, 13.138777 | 10214101230001 | Ladda upp en bild av detta fornminne |
| Grums 124:1                | Stensättning |              | Grums, Värmland     |       | 59.369812, 13.141431 | 10214101240001 | Ladda upp en bild av detta fornminne |
| Grums 125:1                | Stensättning |              | Grums, Värmland     |       | 59.372523, 13.153713 | 10214101250001 | Ladda upp en bild av detta fornminne |
| Grums 125:2                | Stensättning |              | Grums, Värmland     |       | 59.372409, 13.153863 | 10214101250002 | Ladda upp en bild av detta fornminne |
| Grums 126:1                | Stensättning |              | Grums, Värmland     |       | 59.372674, 13.129908 | 10214101260001 | Ladda upp en bild av detta fornminne |
| Grums 128:1                | Röse         |              | Grums, Värmland     |       | 59.350871, 13.134422 | 10214101280001 | Ladda upp en bild av detta fornminne |
| Grums 131:1                | Gravfält     |              | Grums, Värmland     |       | 59.374793, 13.100919 | 10214101310001 | Ladda upp en bild av detta fornminne |
| Grums 131:2                | Hög          |              | Grums, Värmland     |       | 59.375532, 13.100402 | 10214101310002 | Ladda upp en bild av detta fornminne |
| Grums 168:1                | Stensättning |              | Grums, Värmland     |       | 59.414607, 13.133400 | 10214101680001 | Ladda upp en bild av detta fornminne |
| Grums 195:1                | Hög          |              | Grums, Värmland     |       | 59.460306, 13.083546 | 10214101950001 | Ladda upp en bild av detta fornminne |
| Grums 195:2                | Hög          |              | Grums, Värmland     |       | 59.460195, 13.083837 | 10214101950002 | Ladda upp en bild av detta fornminne |
| Grums 280:1                | Röse         |              | Grums, Värmland     |       | 59.423497, 13.043301 | 10214102800001 | Ladda upp en bild av detta fornminne |
| Grums 280:2                | Stensättning |              | Grums, Värmland     |       | 59.423411, 13.043223 | 10214102800002 | Ladda upp en bild av detta fornminne |
| Grums 294:1                | Stensättning |              | Grums, Värmland     |       | 59.379600, 13.121006 | 10214102940001 | Ladda upp en bild av detta fornminne |
| Grums 294:2                | Stensättning |              | Grums, Värmland     |       | 59.379902, 13.121320 | 10214102940002 | Ladda upp en bild av detta fornminne |
| Grums 294:3                | Stensättning |              | Grums, Värmland     |       | 59.380177, 13.121629 | 10214102940003 | Ladda upp en bild av detta fornminne |
| Grums 305:1                | Stensättning |              | Grums, Värmland     |       | 59.360970, 13.077452 | 10214103050001 | Ladda upp en bild av detta fornminne |
| Grums 309                  | Hög          |              | Grums, Värmland     |       | 59.370386, 13.106231 | 12000000065499 | Ladda upp en bild av detta fornminne |
| Värmskog 22:2              | Röse         |              | Grums, Värmland     |       | 59.518286, 12.944129 | 10219900220002 | Ladda upp en bild av detta fornminne |

## Värmskog
| Namn                                      | Lämningstyp      | Tillkomsttid | Historisk indelning | Plats | Läge                 | ID-nr          | Bild                                 |
| ----------------------------------------- | ---------------- | ------------ | ------------------- | ----- | -------------------- | -------------- | ------------------------------------ |
| Värmskog 22:1                             | Röse             |              | Värmskog, Värmland  |       | 59.518106, 12.943984 | 10219900220001 | Ladda upp en bild av detta fornminne |
| Värmskog 34:1                             | Röse             |              | Värmskog, Värmland  |       | 59.422091, 12.957743 | 10219900340001 | Ladda upp en bild av detta fornminne |
| Värmskog 35:1                             | Röse             |              | Värmskog, Värmland  |       | 59.422026, 12.956484 | 10219900350001 | Ladda upp en bild av detta fornminne |
| Värmskog 36:1                             | Röse             |              | Värmskog, Värmland  |       | 59.415858, 12.934201 | 10219900360001 | Ladda upp en bild av detta fornminne |
| Värmskog 38:1                             | Hög              |              | Värmskog, Värmland  |       | 59.454693, 12.915991 | 10219900380001 | Ladda upp en bild av detta fornminne |
| Värmskog 42:1                             | Stensättning     |              | Värmskog, Värmland  |       | 59.421469, 12.932983 | 10219900420001 | Ladda upp en bild av detta fornminne |
| Värmskog 42:2                             | Stensättning     |              | Värmskog, Värmland  |       | 59.421462, 12.933266 | 10219900420002 | Ladda upp en bild av detta fornminne |
| Värmskog 49:1                             | Begravningsplats |              | Värmskog, Värmland  |       | 59.463249, 12.934441 | 10219900490001 | Ladda upp en bild av detta fornminne |
| Värmskog 54:1                             | Stenkammargrav   |              | Värmskog, Värmland  |       | 59.459224, 12.958563 | 10219900540001 | Ladda upp en bild av detta fornminne |
| Värmskogs gamla kyrkplats (Värmskog 81:1) | Begravningsplats |              | Värmskog, Värmland  |       | 59.454180, 12.916528 | 10219900810001 | Ladda upp en bild av detta fornminne |
| Värmskog 97:1                             | Begravningsplats |              | Värmskog, Värmland  |       | 59.455159, 12.916548 | 10219900970001 | Ladda upp en bild av detta fornminne |